# Аткин, Зои
Зои Аткин (англ. Zoe Atkin; род. 16 января 2003, Ньютон, Массачусетс) — британская фристайлистка (хафпайп, суперпайп), чемпионка мира 2025 года, двукратный призёр чемпионатов мира, победительница и призёр этапов Кубка мира, обладательница Кубка мира 2024/2025 годов в хафпайпе. Участница зимних Олимпийских игр 2022 года.

## Биография
Аткин с рождения имеет двойное гражданство Великобритании и США и, как и её сестра Иззи Аткин, всю свою карьеру выступала за Великобританию.
Дебютировала в профессиональном спорте в возрасте 14 лет. На чемпионате мира 2021 года в Аспене она стала бронзовым призёром в хафпайпе. В 2022 году приняла участие в зимних Олимпийских играх в Пекине в соревнованиях по хафпайпу, где вышла в финал с четвёртым результатом и заняла девятое место в итоговом зачёте.
В сезоне 2022/2023 годов Аткин завоевала серебро на чемпионате мира 2023 года в Бакуриани и золото в суперпайпе на зимних X-играх 2023 года в Аспене.
В марте 2025 года Аткин завоевала золотую медаль в хафпайпе на чемпионате мира по фристайлу и сноуборду, который состоялся в Швейцарии.